# Fundación de Arte Contemporáneo
La Fundación de Arte Contemporáneo (fac) es un proyecto cultural realizado en la ciudad de Montevideo, Uruguay. Nuclea a un colectivo de artistas uruguayos y desde su plataforma pone de manifiesto la producción y el pensamiento artístico contemporáneo de la región.
En los espacios de su local se convoca a artistas actuales, realizándose exposiciones de pintura, videoinstalación y otras disciplinas artísticas, enlazando estas con seminarios y otras actividades.

## Artistas integrantes
Los artistas que integran el fac son:
| - Fernando López Lage (Director del fac) - Javier Abreu - Enrique Aguerre - Alejandro Alberti - Gabriel Balla - Patricia Bentancur - Juan Burgos - Ana Campanella - Carolina Comas - Karla Ferrando - Florencia Flanagan | - Serrana García - Marga García Jiménez de Aréchaga - Collete Hillel - Natacha Katz - Jacqueline Lacasa - Ángela López Ruiz - Ricardo Musso - Martín Pelenur - Sergio Porro | - Paola Puentes - Teresa Puppo - Fabio Rodríguez - Cecilia Romero - Juliana Rosales - María Clara Rossi - Máximo Rossi - Sebastián Sáez - Guillermo Silva - Santiago Velazco - Margaret Whyte |

## Laboratorio fac
Esta institución cuenta con un laboratorio que trabaja en la restauración de películas.